# Пекинский университет
Пеки́нский университе́т (кит. трад. 北京大學, упр. 北京大学, пиньинь Běijīng Dàxué, палл. Бэйцзин дасюэ), известный также под сокращённым названием «Бэйда» 北大 — основанный в 1898 году, крупнейший университет Китая, один из старейших вузов страны.

## История создания
Пекинский университет был основан в столице Китая в декабре 1898 года, во время так называемых «Ста дней реформ». Первоначально вуз носил название «Столичные учительские палаты» (кит. 京师大学堂) и состоял из двух отделений: «Учреждение служащих и изучающих» (仕学馆) и «Учреждение обучающих» (师范馆). Из второго отделения впоследствии развился Пекинский педагогический университет, а первое в 1912 году, после Синьхайской революции и провозглашения Китайской республики, стало Пекинским университетом.
Период решительных и наиболее значимых изменений в важнейшем вузе Китая связывают с известным учёным Цай Юаньпэем, который был назначен на должность главы университета в 1917 году. При нём здесь открылось 14 специальностей, стали обучаться женщины, а на должности преподавателей принимались лучшие специалисты и учёные страны, в том числе будущие основатели КПК Ли Дачжао и Чэнь Дусю, а также Ху Ши и др.
Во время Второй китайско-японской войны Пекинский университет переезжал в Куньмин, административный центр провинции Юньнань на юге страны. Там стараниями студентов и преподавателей было открыто самостоятельное учебное заведение — Государственный объединённый юго-западный университет.
После того как Пекинский университет переехал обратно в столицу, несколько сторонних институтов были объединены с ним, и он приобрёл общенациональное значение. Здесь стало вестись обучение по художественному, научно-техническому, юридическому, медицинскому, инженерному и сельскохозяйственному направлениям. Существовал также исследовательский институт гуманитарных наук. Общее количество студентов в 1946 году достигло трёх тысяч.
В период с 1950-х до конца 1990-х годов Пекинский университет стабильно развивался и расширялся. В 2000 году к нему был присоединён крупный Медицинский институт, который стал Колледжем здоровья при Пекинском университете.

## Современное состояние
Сегодня Бэйда — важнейшее высшее учебное заведение КНР. Его структура включает в себя 30 колледжей и 12 факультетов. Ведется обучение по 93 бакалаврским, 199 магистерским и 173 докторантским специальностям. При университете действует 216 исследовательских институтов, два инженерных научных центра имеют статус общенациональных. В местной библиотеке насчитывается более 8 миллионов книг и 10 тысяч наименований китайских и иностранных журналов. Общая площадь книгохранилищ и читальных залов превышает 50 тысяч квадратных метров — это крупнейшая библиотека в Азии.
По количеству профессоров, научных руководителей докторантов, академиков Академии наук Китая, Академии инженерно-технических наук и, собственно, самих студентов (их здесь более 35 тысяч) Пекинский университет занимает первое место в стране.
Также здесь обучается большое число иностранных студентов. В кампусе постоянно размещено около двух тысяч иностранцев. 40 % из них — корейцы, остальные 60 % состоят из граждан стран Европы, Северной Америки, Австралии и Азии.
Одной из характерных черт университетской жизни является деятельность различных студенческих обществ — научных, технических, культурных и спортивных. Всего сообществ в университете более ста.
В 1994 году был образован Китайский центр экономических исследований — подразделение Пекинского университета.
В 2004 в Шэньчжэне была основана Бизнес-школа HSBC Пекинского университета.
При университете действует Музей искусства и археологии Саклера.

## Интересные факты
- Название крупного астероида 7072 Beijingdaxue («Пекинский университет»), обнаруженного в 1998 году, — подарок китайских астрономов к столетию главного вуза КНР.
- Пекинский университет расположен на северо-западе Пекина, в «вузовском» районе Хайдянь. Кампус считается одним из самых красивых мест в мире. Он занимает территории бывших императорских садов династии Цин, окружён традиционными китайскими пейзажами и множеством старинных зданий.
- Вуз участвует в международной сети Universitas 21, объединяющей самые современные институты мира с лучшим качеством обучения. В планах университета на ближайшее десятилетие — занять одно из ведущих мест среди лучших университетов планеты.